# Фитарёвская улица
Фитарёвская улица — улица в Новомосковском административном округе города Москвы на территории поселения Сосенское в посёлке Коммунарка. Пролегает между Бачуринской улицей и парковкой у ТПУ Столбово, пролегая с северо-востока на юго-запад.

## Расположение
Улица целиком располагается за МКАД в посёлке Коммунарка. Нумерация домов ведётся от Бачуринской улицы в сторону Столбово. Улица пересекает примерно на половине своего пути улицу Александры Монаховой, в месте, известном среди старожилов Коммунарки как «Пятачок».

## Происхождение названия
Улица названа 23 мая 2013 года в честь бывшей деревни Фитарёво (впоследствии — посёлок Коммунарка), поскольку часть дороги проходит на месте бывшей главной улицы деревни Фитарёво. До присвоения наименования часть улицы к югу от улицы Александры Монаховой называлась проектируемым проездом № 7191.

## История
В 2012 году улица входит в состав Москвы, в 2013 получает своё нынешнее название, а в 2019 на ней появляется автобус. В том же году вблизи конца улицы, у деревни Столбово, открывают станцию метро «Коммунарка».

## Транспорт
По улице ходят автобусы маршрутов 636, 882, 895к, 967, маршрутки 967 и «Коммунарка — Скандинавия». На улице находится всего одна остановка общественного транспорта — «Фитарёвская улица».
Планируется расширение Фитарёвской улицы со сносом домов 23, 24 по посёлку Коммунарка.

## Примечательные здания и сооружения
Дом 1 — бывшая Коммунарская конюшня, якобы оставшаяся от усадьбы Фитарёво.
Конный и Конторский пруды.
Дом 11 — Коммунарская совхозная поликлиника.
Дом 13 — здание конторы директора совхоза Коммунарка, где работала Александра Монахова и другие директора совхоза.
Дом 14к1 — бывший советский «торговый центр» посёлка Коммунарка, здесь располагались дом быта, столовая и различные магазины. Сейчас — офис застройщика А101.
Дома посёлок Коммунарка, 6, 23, 24, 25, 30, 32, 33 — дома т. н. «старой» Коммунарки. Не имеют адресации по улице.
Дома посёлок Коммунарка 101—111 — дома т. н. посёлка 11-го объекта. Не имеют адресации по улице. По другую сторону улицы располагается сам 11-й объект.
ТПУ «Столбово».